# Palau (Itália)
Palau é uma comuna italiana da região da Sardenha, província de Sassari, com cerca de 3.582 habitantes. Estende-se por uma área de 44 km², tendo uma densidade populacional de 81 hab/km². Faz fronteira com Arzachena, Santa Teresa Gallura, Tempio Pausania.

## Demografia
| Variação demográfica do município entre 1861 e 2011                               |
|                                                                                   |
| Fonte: Istituto Nazionale di Statistica (ISTAT) - Elaboração gráfica da Wikipedia |